# Catostylus viridiscens
Catostylus viridiscens is een schijfkwal uit de familie Catostylidae. De kwal komt uit het geslacht Catostylus. Catostylus viridiscens werd voor het eerst wetenschappelijk beschreven door Chun. 